# Lei dos Direitos de Autor da União Europeia
A lei dos Direitos de Autor da União Europeia tem surgido como uma tentativa de harmonizar as diferentes leis de direitos autorais dos Estados-Membros da União Europeia. É composta por uma série de directivas, que os Estados-Membros são obrigados a promulgar para as respectivas legislações nacionais, e pelas decisões do Tribunal de Justiça Europeu e do Tribunal Europeu de Primeira Instância.
As tentativas de harmonizar os direitos autorais na Europa (e fora dela) pode ser datada aquando da assinatura da Convenção de Berna para a Protecção das Obras Literárias e Artísticas de 9 de Setembro de 1886: todos os Estados Membros da União Europeia são signatários da Convenção de Berna, e o cumprimento das suas disposições é agora obrigatória, antes da adesão. O primeiro grande passo dado pela Comunidade Económica Europeia para harmonizar as leis autorais veio com a decisão de aplicar uma norma comum para a proteção dos direitos autorais de programas informáticos, promulgada no âmbito da directiva relativa à protecção jurídica dos programas informáticos (91/250/CEE) em 1991. A designação comum de protecção dos direitos de autor, de 70 anos post mortem auctoris (a partir da morte do autor) foi acordada em 1993, bem como a directiva relativa à harmonização do prazo de protecção dos direitos de autor e de certos direitos conexos (93/98/CEE).
A implementação das directivas sobre o direito de autor tem sido bastante mais controversa do que para muitas outras matérias, como pode ser visto pelas seis decisões pela não transposição da directiva da UE Copyright (2001/29/CE). Tradicionalmente, as leis de direitos de autor variam consideravelmente entre os Estados-Membros, especialmente entre jurisdições de direito comum (Chipre, Irlanda, Malta e Reino Unido) e de países com direito civil. As alterações na lei também está ligada a protestos contra a Organização Mundial do Comércio e à globalização em geral.